# Бабо, Ламберт
Ламберт Бабо (нем. Lambert Heinrich Clemens von Babo; 25 ноября 1818, Ладенбург, Карлсруэ — 15 апреля 1899, Карлсруэ) — немецкий химик, профессор Фрайбургского университета, который проводил исследования по всем разделам химии.

## Биография
Родился в семье Ламберта Йозефа фон Бабо (1790—1862), агронома и винодела, и его первой жены Каролины Эрманн (ум. 1820). Один из его трёх единокровных братьев — Август Вильгельм фон Бабо (1827—1894), винодел.
С 1837 года изучал медицину в Гейдельбергском университете (летний семестр 1840 — в Мюнхенском университете) и окончил его в 1842 году с получением степени доктора медицины. В 1843—1845 годах изучал химию в Гиссене (у Юстуса фон Либиха) и во Фрайбурге, получив квалификацию «Habilitation».
Преподавал химию в Фрайбургском университете: приват-доцент, с 1854 года — экстраординарный профессор, с 1859 — профессор. Приглашался в качестве эксперта в суды великого герцогства. В 1883 году вышел на пенсию.

## Исследования
- физическая химия:
  - изучал упругость паров растворов солей.
  - исследовал связь между плотностью и скоростью истечения газов.
  - первый указал на актиничные свойства смеси окиси азота с сероуглеродом.
- неорганическая химия:
  - исследовал озон, показал, что озон в присутствии иодида калия нацело переходит в кислород, дал много фактов против существования антозона.
- аналитическая химия:
  - дал реакцию для открытия мышьяка.
  - ввёл объёмный способ определения мочевой кислоты.
- органическая химия:
  - занимался исследованиями алкалоидов, синапина и пиперина.
- агрономическая химия:
  - исследовал вопрос о поглощении землёй паров воды из воздуха.

## Семья
6 сентября 1847 года во Фрайбурге женился на Элизе Баумгертнер (нем. Elise Baumgärtner; 1822—1894), у них родились дочь Мария Эмилия и два сына.